# Йозмиш
Йозмиш е каган на Източнотюркския каганат, управлявал през 742 – 743 година.
Той е взима властта по време тежка гражданска война, съпътствана с нападения на уйгури, басмили и карлуки.
Йозмиш е убит през 743 година от басмилите и главата му е изпратена в столицата на империята Тан Чанан. Наследен е от брат си Баймей.